# دعاء الاستفتاح
دعاء الاستفتاح هو الدعاء الذي تستفتح به الصلاة سواء صلاة فريضة أم نافلة ويكون بين التكبير والقراءة أي بعد التكبير وقبل قراءة سورة الفاتحة وهو سنة مندوبة فإذا نسي المصلي قراءته في صلاته فصلاته صحيحة أو ترك قراءته فلا حرج عليه.

## حكمه
```
دعاءُ الاستفتاحِ سُنّةٌ مستحبةٌ؛ لإن النبي كان إذا كبّر تكبيرة الإحرام، وقبل قراءة الفاتحة ،يقول دعاء الاستفتاح ،جاء في حديث أبي هريرة أنه قال : " كَانَ رَسُولُ اللَّهِ صَلَّى اللهُ عَلَيْهِ وَسَلَّمَ يَسْكُتُ بَيْنَ التَّكْبِيرِ وَبَيْنَ القِرَاءَةِ إِسْكَاتَةً - قَالَ أَحْسِبُهُ قَالَ : هُنَيَّةً – فَقُلْتُ : بِأَبِي وَأُمِّي يَا رَسُولَ اللَّهِ ، إِسْكَاتُكَ بَيْنَ التَّكْبِيرِ وَالقِرَاءَةِ مَا تَقُولُ؟ قَالَ :  أَقُولُ : اللَّهُمَّ بَاعِدْ بَيْنِي وَبَيْنَ خَطَايَايَ ، كَمَا بَاعَدْتَ بَيْنَ المَشْرِقِ وَالمَغْرِبِ ، اللَّهُمَّ نَقِّنِي مِنَ الخَطَايَا ، كَمَا يُنَقَّى الثَّوْبُ الأَبْيَضُ مِنَ الدَّنَسِ ، اللَّهُمَّ اغْسِلْ خَطَايَايَ بِالْمَاءِ ، وَالثَّلْجِ ، وَالبَرَدِ  .
[
2
]
```

## صيغ دعاء الاستفتاح
هناك عدة أدعية كان النبي محمد ﷺ يستفتح بها الصلاة، منها:
- سبحانك اللهم وبحمدك وتبارك اسمك وتعالى جدك ولا إله غيرك.
- اللهم باعد بيني وبين خطاياي كما باعدت بين المشرق والمغرب، اللهم نقني من خطاياي كما ينقى الثوب الأبيض من الدنس،، اللهم اغسلنى من خطاياي بالثلج والماء والبرد.
- وَجَّهْتُ وَجْهِيَ لِلَّذِي فَطَرَ السَّمَاوَاتِ وَالْأَرْضَ حَنِيفًا، وَمَا أَنَا مِنَ الْمُشْرِكِينَ، إِنَّ صَلَاتِي، وَنُسُكِي، وَمَحْيَايَ، وَمَمَاتِي لِلَّهِ رَبِّ الْعَالَمِينَ، لَا شَرِيكَ لَهُ، وَبِذَلِكَ أُمِرْتُ وَأَنَا مِنَ الْمُسْلِمِينَ، اللهُمَّ أَنْتَ الْمَلِكُ لَا إِلَهَ إِلَّا أَنْتَ أَنْتَ رَبِّي، وَأَنَا عَبْدُكَ، ظَلَمْتُ نَفْسِي، وَاعْتَرَفْتُ بِذَنْبِي، فَاغْفِرْ لِي ذُنُوبِي جَمِيعًا، إِنَّهُ لَا يَغْفِرُ الذُّنُوبَ إِلَّا أَنْتَ، وَاهْدِنِي لِأَحْسَنِ الْأَخْلَاقِ لَا يَهْدِي لِأَحْسَنِهَا إِلَّا أَنْتَ، وَاصْرِفْ عَنِّي سَيِّئَهَا لَا يَصْرِفُ عَنِّي سَيِّئَهَا إِلَّا أَنْتَ، لَبَّيْكَ وَسَعْدَيْكَ وَالْخَيْرُ كُلُّهُ فِي يَدَيْكَ، وَالشَّرُّ لَيْسَ إِلَيْكَ، أَنَا بِكَ وَإِلَيْكَ، تَبَارَكْتَ وَتَعَالَيْتَ، أَسْتَغْفِرُكَ وَأَتُوبُ إِلَيْكَ.
- اللهُمَّ رَبَّ جَبْرَائِيلَ، وَمِيكَائِيلَ، وَإِسْرَافِيلَ، فَاطِرَ السَّمَاوَاتِ وَالْأَرْضِ، عَالِمَ الْغَيْبِ وَالشَّهَادَةِ، أَنْتَ تَحْكُمُ بَيْنَ عِبَادِكَ، فِيمَا كَانُوا فِيهِ يَخْتَلِفُونَ، اهْدِنِي لِمَا اخْتُلِفَ فِيهِ مِنَ الْحَقِّ بِإِذْنِكَ، إِنَّكَ تَهْدِي مَنْ تَشَاءُ إِلَى صِرَاطٍ مُسْتَقِيمٍ.
- اللَّهُمَّ لَكَ الحَمْدُ أَنْتَ نُورُ السَّمَوَاتِ وَالأَرْضِ، وَلَكَ الحَمْدُ أَنْتَ قَيِّمُ السَّمَوَاتِ وَالأَرْضِ، وَلَكَ الحَمْدُ أَنْتَ رَبُّ السَّمَوَاتِ وَالأَرْضِ وَمَنْ فِيهِنَّ، أَنْتَ الحَقُّ، وَوَعْدُكَ الحَقُّ، وَقَوْلُكَ الحَقُّ، وَلِقَاؤُكَ الحَقُّ، وَالجَنَّةُ حَقٌّ، وَالنَّارُ حَقٌّ، وَالنَّبِيُّونَ حَقٌّ، وَالسَّاعَةُ حَقٌّ، اللَّهُمَّ لَكَ أَسْلَمْتُ، وَبِكَ آمَنْتُ، وَعَلَيْكَ تَوَكَّلْتُ، وَإِلَيْكَ أَنَبْتُ، وَبِكَ خَاصَمْتُ، وَإِلَيْكَ حَاكَمْتُ، فَاغْفِرْ لِي مَا قَدَّمْتُ وَمَا أَخَّرْتُ، وَمَا أَسْرَرْتُ وَمَا أَعْلَنْتُ، أَنْتَ إِلَهِي لاَ إِلَهَ إِلَّا أَنْتَ.

## دعاء الاستفتاح لصلاة التهجد
وردت صيغ من دعاء الاستفتاح كان يقولها النبي في صلاة التهجد من الليل:
- عن عائشة رضي الله عنها أنها سئلت ، بأي شيء كان نبي الله ﷺ يفتتح صلاته إذا قام من الليل ؟ قالت: " كَانَ إِذَا قَامَ مِنَ اللَّيْلِ افْتَتَحَ صَلَاتَهُ: اللهُمَّ رَبَّ جَبْرَائِيلَ ، وَمِيكَائِيلَ ، وَإِسْرَافِيلَ ، فَاطِرَ السَّمَاوَاتِ وَالْأَرْضِ ، عَالِمَ الْغَيْبِ وَالشَّهَادَةِ ، أَنْتَ تَحْكُمُ بَيْنَ عِبَادِكَ ، فِيمَا كَانُوا فِيهِ يَخْتَلِفُونَ ، اهْدِنِي لِمَا اخْتُلِفَ فِيهِ مِنَ الْحَقِّ بِإِذْنِكَ ، إِنَّكَ تَهْدِي مَنْ تَشَاءُ إِلَى صِرَاطٍ مُسْتَقِيمٍ ) .[4]
- عن ابن عباس رضي الله عنهما قال: "كان النبي ﷺ إذا تهجد من الليل ، قال: اللَّهُمَّ لَكَ الحَمْدُ أَنْتَ نُورُ السَّمَوَاتِ وَالأَرْضِ ، وَلَكَ الحَمْدُ أَنْتَ قَيِّمُ السَّمَوَاتِ وَالأَرْضِ ، وَلَكَ الحَمْدُ أَنْتَ رَبُّ السَّمَوَاتِ وَالأَرْضِ وَمَنْ فِيهِنَّ ، أَنْتَ الحَقُّ ، وَوَعْدُكَ الحَقُّ ، وَقَوْلُكَ الحَقُّ ، وَلِقَاؤُكَ الحَقُّ ، وَالجَنَّةُ حَقٌّ ، وَالنَّارُ حَقٌّ ، وَالنَّبِيُّونَ حَقٌّ ، وَالسَّاعَةُ حَقٌّ ، اللَّهُمَّ لَكَ أَسْلَمْتُ ، وَبِكَ آمَنْتُ ، وَعَلَيْكَ تَوَكَّلْتُ ، وَإِلَيْكَ أَنَبْتُ ، وَبِكَ خَاصَمْتُ ، وَإِلَيْكَ حَاكَمْتُ ، فَاغْفِرْ لِي مَا قَدَّمْتُ وَمَا أَخَّرْتُ ، وَمَا أَسْرَرْتُ وَمَا أَعْلَنْتُ ، أَنْتَ إِلَهِي لاَ إِلَهَ إِلَّا أَنْتَ .[5]

## الجمع بين أكثر من صيغة في الصلاة الواحدة
اخْتَلَفَ الْفُقَهَاءُ في جواز الجمع بين صيغتين من صيغ دعاء الاستفتاح في صلاة الفريضة:
- الرأي الأول: جواز الجمع بين صيغ دعاء الاستفتاح ،وهو مَذْهَبُ أَبِي يُوسُفَ صَاحِبِ أَبِي حَنِيفَةَ، وَجَمَاعَةٍ مِنَ الشَّافِعِيَّةِ، مِنْهُمْ أَبُو إسْحَاقَ الْمَرْوَزِيُّ، وَالْقَاضِي أَبُو حَامِدٍ، وَهُوَ اخْتِيَارُ الْوَزِيرِ ابْنِ هُبَيْرَةَ مِنْ أَصْحَابِ الإِْمَامِ أَحْمَدَ: أَنْ يَجْمَعَ بَيْنَ الصِّيغَتَيْنِ الْوَارِدَتَيْنِ، وَقَدِ اسْتَحَبَّ النَّوَوِيُّ أَيْضًا أَنْ يَكُونَ الاِسْتِفْتَاحُ بِمَجْمُوعِ الصِّيَغِ الْوَارِدَةِ كُلِّهَا لِمَنْ صَلَّى مُنْفَرِدًا، وَلِلإِْمَامِ إِذَا أَذِنَ لَهُ الْمَأْمُومُونَ.
- الرأي الثاني: لا يجمع بين نوعين من دعاء الاستفتاح، وإنما ينوع فيقرأ بصيغة مرة و يقرأ بصيغة أخرى في صلاة أخرى، قال بن باز: السنة أن ينوع في الاستفتاح، ولم يكن النبي يجمعها، تارة يستفتح بما جاء في حديث عمر: ( سبحانك اللهم وبحمدك ، وتبارك اسمك ، وتعالى جدك، ولا إله غيرك )، وتارة ما جاء في حديث أبي هريرة: ( اللهم باعد بيني وبين خطاياي ..... إلى آخر الحديث).[6] وهو قول بن عثيمين أيضاً.[7]

وَجَمِيعُ الآْرَاءِ السَّابِقَةِ إنَّمَا هِيَ بِالنِّسْبَةِ لِلْفَرِيضَةِ. أَمَّا فِي النَّافِلَةِ، وَخَاصَّةً فِي صَلاَةِ اللَّيْل، فَقَدِ اتَّفَقَ الْحَنَفِيَّةُ وَالشَّافِعِيَّةُ وَالْحَنَابِلَةُ عَلَى الْجَمْعِ بَيْنَ الثَّنَاءِ وَدُعَاءِ التَّوَجُّهِ.